# Mazerat-Aurouze
Mazerat-Aurouze település Franciaországban, Haute-Loire megyében. Lakosainak száma 190 fő (2022. január 1.). Mazerat-Aurouze Chassagnes, Chavaniac-Lafayette, Jax, Josat, Paulhaguet, Saint-Georges-d’Aurac és Sainte-Marguerite községekkel határos.

## Népesség
A település népességének változása:
| Lakosok száma | 269  | 215  | 215  | 192  | 217  | 212  | 200  | 196  | 196  | 190  |
|               | 1968 | 1982 | 1990 | 2006 | 2013 | 2015 | 2017 | 2019 | 2020 | 2022 |